# Station Trelleborg Centraal
Trelleborg Centraal (Zweeds: Trelleborgs centralstation) is een station in de Zweedse stad Trelleborg.

## Geschiedenis
Het station werd geopend als Trelleborgs Nedre op 30 april 1897 tegelijk met de opening van de Malmö-Kontinentens Järnväg (MKontJ). Het station is ontworpen door het architectenbureau Lindvall & Boklund uit Malmö en gebouwd door aannemer G. Åström uit Halmstad. Het gebouw is opgetrokken in neogotische stijl met bakstenen gevels. Het is een van de weinige stations in Zweden met een perronhal. Reizigersdiensten naar het station werden stopgezet in de jaren 70 van de 20e eeuw, maar begin 21e eeuw werd besloten tot heropening van het station. Hiertoe werden het stationsgebouw met zijn perronhal geheel gerenoveerd en gerestaureerd. Het station wordt sinds 13 december 2015 opnieuw bediend door pågatågen. Het wordt ter plaatse "Centralen" genoemd en is het knooppunt voor het openbaar vervoer in Trelleborg.

## Verkeer
Regionale bussen en stadsbussen stoppen bij het aangrenzende busstation.
In 2017 besloot de gemeente Trelleborg dat het gemeentelijk havenbedrijf zich zou concentreren op de havenactiviteiten in de naastgelegen haven en derhalve het station zou worden verkocht. In april 2018 werden de besprekingen afgerond en werd het station gekocht door Alsingevallen AB.

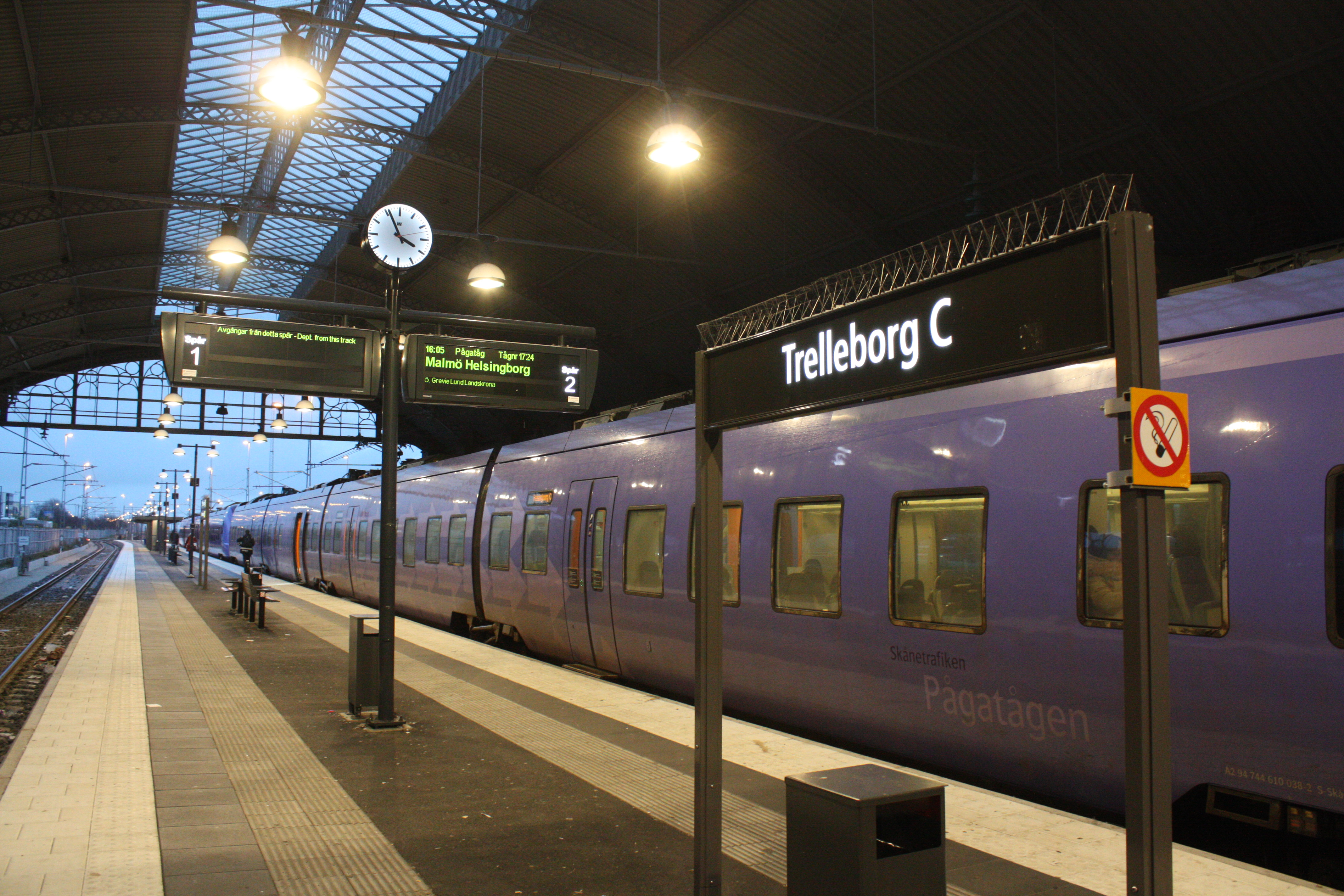
De perronhal.
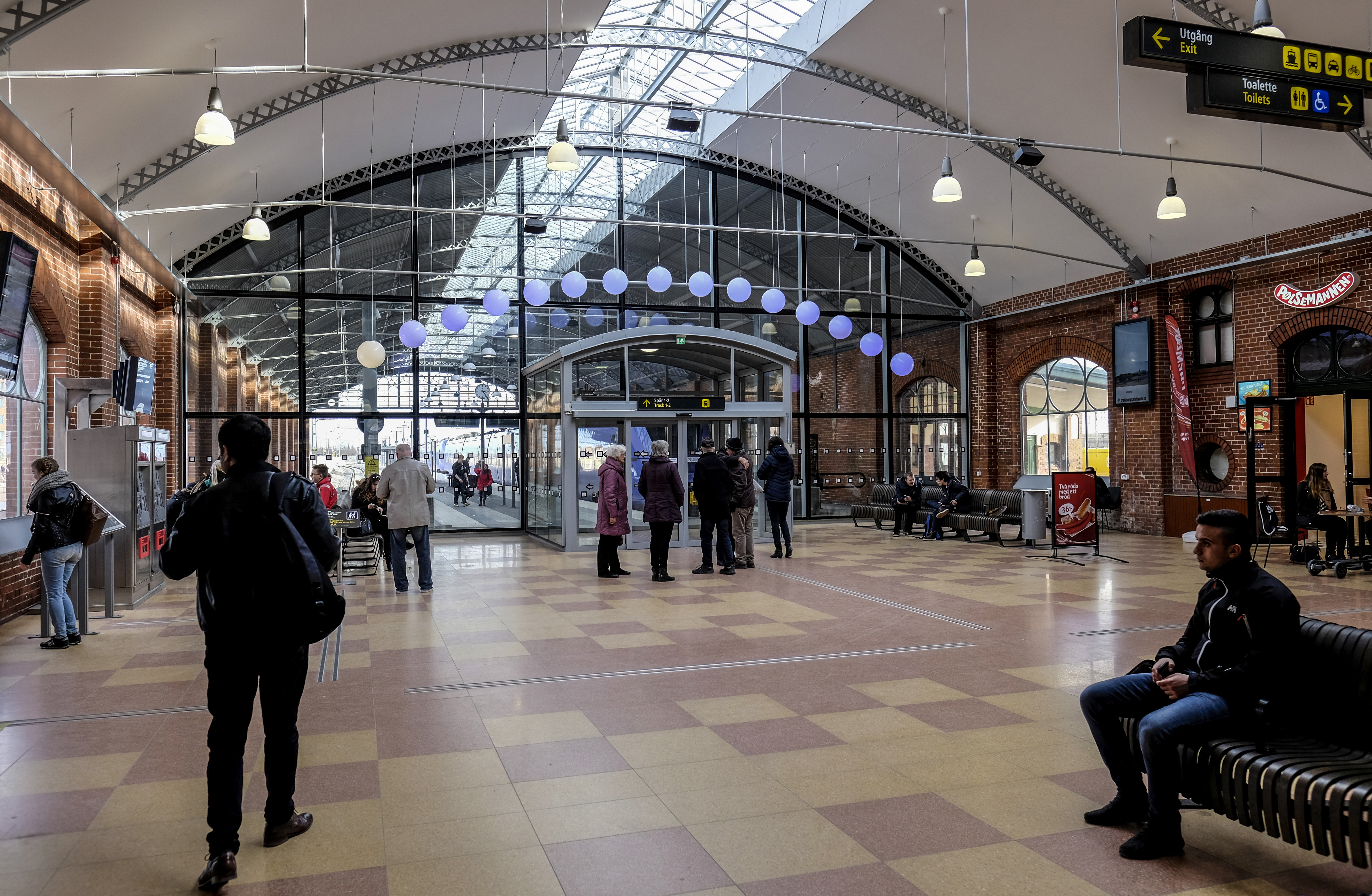
De stationshal.
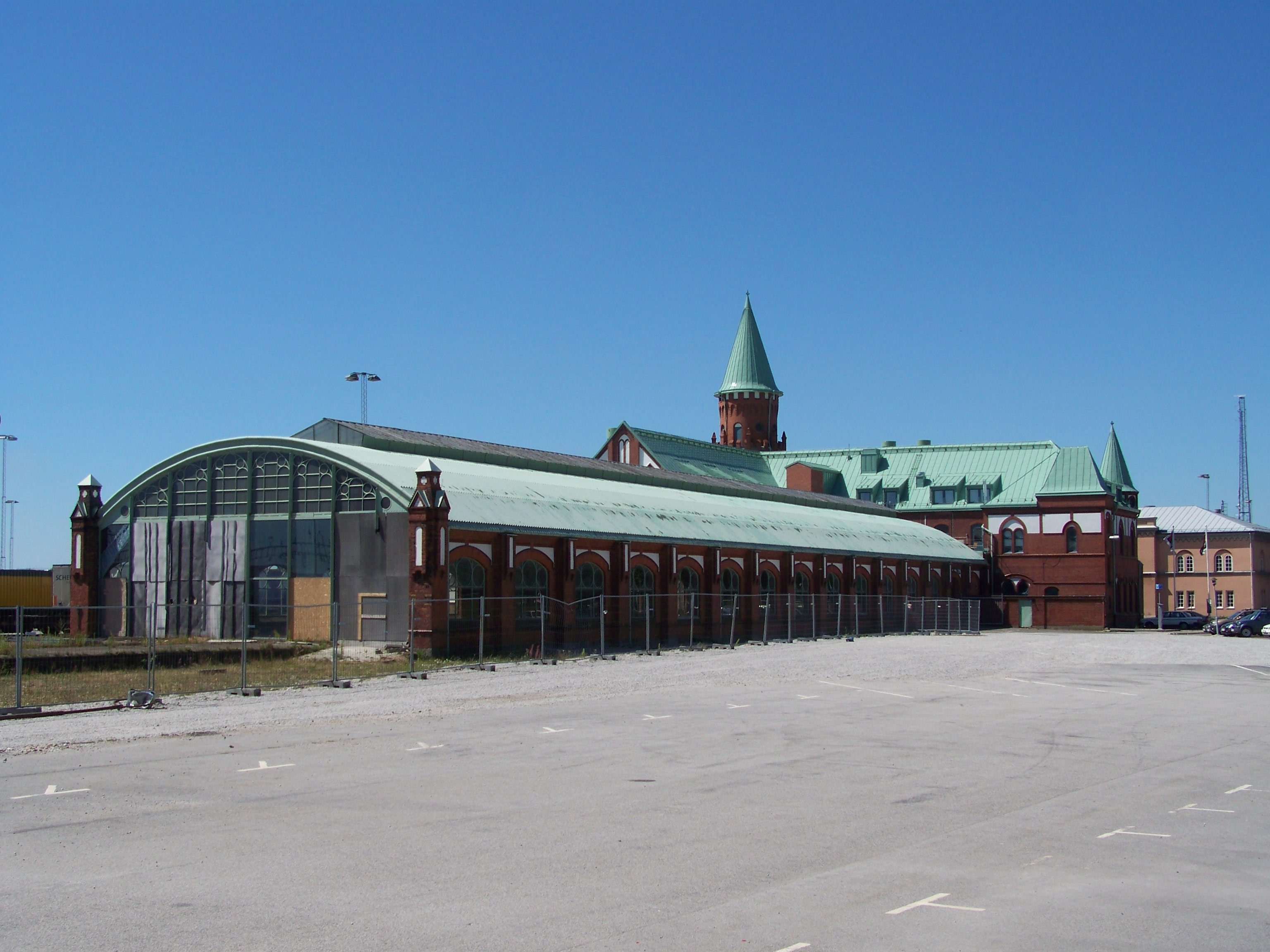
Het gebouw in 2008.